# Дорожный (Ростовская область)
Дорожный — посёлок в Аксайском районе Ростовской области.
Административный центр Истоминского сельского поселения.

## География
Посёлок находится около автомагистрали М4 «Дон», на расстоянии 15 км (по дорогам) к югу от города Аксай, административного центра района.

## История
В 1987 году указом Президиума Верховного Совета РСФСР посёлку подсобного хозяйства Батайского ДорУРСа присвоено наименование Дорожный.

## Население
| 1989 | 2002  | 2010  |
| ---- | ----- | ----- |
| 901  | ↗1081 | ↘1062 |

## Улицы
| - пер. Абрикосовый, - ул. Асфальтная, - пер. Берёзовый, - пер. Вишнёвый, - ул. Зелёная, | - ул. Канищева, - ул. Колхозная, - ул. Короткая, - ул. Молдавская, - ул. Молодёжная, | - ул. Новая, - ул. Новостроек, - ул. Октябрьская, - ул. Первомайская, - пер. Садовый, | - ул. Северная, - ул. Центральная, - ул. Широкая, - ул. Школьная, - ул. Южная. |